# Marcelo Juan Romero
Marcelo Juan Romero (Cipolletti, 20 de octubre de 1963) es un docente y político argentino del Movimiento Popular Fueguino, que se desempeñó como senador nacional por la provincia de Tierra del Fuego, Antártida e Islas del Atlántico Sur entre 1998 y 2001.

## Biografía
Nació en Cipolletti (Río Negro) en 1963. Se radicó en 1984 en Río Grande (Tierra del Fuego), donde ejerció como docente en nivel medio y trabajó en la Cooperativa de Servicios Públicos y Vivienda local.
En política, se unió al Movimiento Popular Fueguino desde su fundación en 1985, desempeñando diversos cargos partidarios. Fue miembro de la junta departamental en Río Grande, apoderado del partido, convencional provincial y miembro y presidente de la junta provincial.
Entre 1992 y 1995 fue secretario de la Legislatura de la provincia de Tierra del Fuego, Antártida e Islas del Atlántico Sur y ese último año fue brevemente delegado del Ministerio de Educación y Cultura provincial en Río Grande.
En las elecciones provinciales de 1995 fue elegido legislador provincial, desempeñándose como vicepresidente primero de la Legislatura. En 1997 ocupó provisionalmente la presidencia del cuerpo, tras la suspensión del gobernador José Arturo Estabillo y el interinato de Miguel Ángel Castro, y llegó a ser gobernador a cargo.
En las elecciones al Senado de 1998 fue elegido senador nacional por la provincia de Tierra del Fuego, Antártida e Islas del Atlántico Sur, con mandato hasta 2001. Integró como vocal las comisiones de Turismo; de Derechos y Garantías; de Población y Desarrollo; de Cultura; de Drogadicción y Narcotráfico; de la Integración; de Deportes; y de Asociaciones para la Defensa de los Derechos de Usuarios y Consumidores.
Tras su paso por el Senado, fue vicedirector de una escuela técnica de Río Grande y en las elecciones provinciales de 2011 fue candidato a legislador provincial por el partido Convergencia Federal.
En diciembre de 2019 asumió como ministro de Trabajo y Empleo de la provincia de Tierra del Fuego, designado por el gobernador Gustavo Melella.